# 富爾山
46°46′26″N 9°29′38.4″E / 46.77389°N 9.494000°E
富爾山（Fulhorn），是瑞士的山峰，位於該國東南部，由格勞賓登州負責管轄，屬於普萊蘇爾阿爾卑斯山脈的一部分，海拔高度2,529米，每年平均降雨量1,729毫米。